# Sacra scrinia
La sacra scrinia era como se conocía a un grupo de departamentos administrativos dentro del gobierno central durante el Bajo Imperio romano. Lo formaban la scrinium memoriae, la scrinium epistolarum, la scrinium libellorum y la scrinium dispositionum. Se encargaban de un variado tipo de tareas que abarcaban desde la tramitación de peticiones, llevanza de archivos, emisión de documentos acreditativos, asesoramiento legal, etc. hasta la organización del calendario de actividades dentro del gobierno.

## Personal y organización
Por el tipo de labor que realizaban, sus trabajadores debían contar con un buen nivel cultural, habilidades literarias y algunos de ellos, disponer de formación en leyes por lo que, mayoritariamente, procedían de las clases altas de la sociedad que eran las que tenían acceso a la mejor educación. Los candidatos a trabajar en sus departamentos debían pagar un dinero por ingresar —que podía llegar a los 250 sólidos— bien a un miembro que se jubilaba o a su familia si la vacante se producía por fallecimiento. Su salario era muy modesto y no tenían pensión de jubilación, a cambio, gozaban de dos ventajas económicas: podían cobrar tasas por cualquier servicio que realizaban a individuos no pertenecientes al gobierno y estaban exentos de la obligación de formar parte de las curias municipales y asumir sus cargas como contribuir a los gastos municipales o completar, de su bolsillo, la recaudación de los impuestos imperiales. Una vez dentro, la promoción para los puestos más elevados se producía por antigüedad y méritos. Su dedicación tenía que ser exclusiva y no podían abandonar su trabajo.
El responsable del funcionamiento de toda la sacra scrinia era el magister officiorum quien tenía la consideración de un ministro actual y formaba parte del gobierno y del consistorium. Por debajo de él se encontraban otros magistri al cargo de cada uno de los departamentos.

## Departamentos y funciones
La sacra scrinia agrupaba cuatro departamentos. Tres de ellos eran principales y los magister a su cargo —quienes recibían la denominación colectiva de magistri scriniorum— eran miembros del consistorium. El cuarto —la scrinium libellorum— tenía una consideración menor y la persona al mando, el magister libellorum, con el tiempo vio reducida su categoría al nivel de comes.
- La scrinium memoriae estaba dirigida por el magister memoriae y se ocupaba de dar forma escrita a las decisiones o pronunciamientos del emperador que tenían consecuencias legales además de redactar las cartas que dirigía al senado. Su personal —los memoriales— lo asesoraban en temas legales hasta que el quaestor sacri palatii asumió esa función tras lo que fue a este último al que prestaron servicio. Dictaban aclaraciones, ampliaciones de detalle o aplicaciones concretas de las leyes que había redactado el questor y aprobado el emperador.

- La scrinium epistolarum estaba al servicio del magister epistolarum y las personas que trabajaban en ella se conocían como epistulares. Se ocupaban, principalmente, de atender y tramitar las peticiones que presentaban los municipios al emperador. También atendían las consultas legales —relationes— que planteaban los diferentes juzgadores (gobernadores provinciales, vicarios, etc.) para resolver casos complicados.

- La scrinium libellorum estaba al servicio del magister libellorum y las personas que trabajaban en ella se conocían como libellenses. Su misión era preparar todo lo necesario y organizar los procedimientos judiciales que debían verse ante el emperador  —sacrae cognitiones— o el consistorium. Estos eran, principalmente, recursos —supplicationes— frente a las sentencias emitidas por los prefectos pretorianos en su función de jueces.

- Con una categoría menor que los tres departamentos anteriores, la scrinium dispositionum daba servicio al magister dispositionum quien se encargaba de organizar la agenda del emperador además de planificar y preparar sus viajes.

Aparte de las anteriores, desarrollaban otro variado tipo de funciones:
- Comprobaban y archivaban las decisiones judiciales de los gobernadores provinciales.
- Tramitaban las solicitudes relativas a las tierras imperiales.
- Recibían informes regulares sobre estado de las unidades militares.
- Recibían información sobre el suministro de cereal desde África a la ciudad de Roma.
- Emitían los documentos —probatoriae— que acreditaban el nombramiento de una persona para cualquier cargo.